# Ma Buqing
Ma Buqing (1901–1977) (en chino tradicional, 馬步青; en chino simplificado, 马步青; pinyin, Mǎ Bùqīng; Wade-Giles, Ma Pu-ch’ing, Xiao'erjing: ﻣَﺎ  ﺑُﻮْ شٍ‎) fue un prominente señor de la guerra de la Camarilla Ma en China durante la República de China, que controló varios ejércitos en la Provincia de Qinghai.

## Biografía
Ma Buqing y su hermano menor Ma Bufang (1903–1975) nacieron en Monigou (漠泥沟乡) en el actual Linxiá. Su padre, Ma Qi, formó el Ejército de Ninghai en Qinghai en 1915, y recibió cargos civiles y militares del Gobierno de Beiyang en Beijing ese mismo año confirmando su autoridad militar y civil en Qinghai.
Ma Buqing recibió una educación confucianista clásica, mientras que su hermano, Ma Bufang, recibió una educación islámica para convertirse en imán.

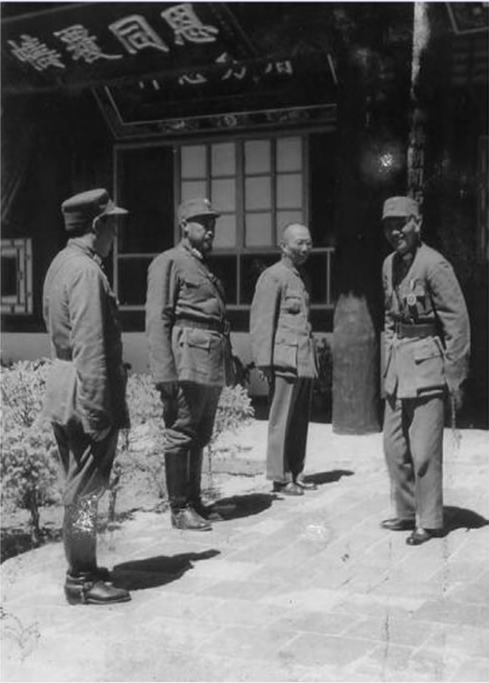
Chiang Kai-shek (derecha) se encuentra con los generales musulmanes Ma Bufang (segundo a la izquierda), y Ma Buqing (primero a la izquierda) en Xining, en agosto de 1942.

Ma Buqing se alió al Guominjun de Feng Yuxiang hasta la Guerra de las Planicies Centrales, cuando se cambió al bando vencedor de Chiang Kai-shek. Ma Qi falleció en 1931 y su poder fue heredado por su hermano Ma Lin, quien fue nombrado Gobernador de Qinghai.
Ma Buqing disfrutaba de la Ópera china, y conoció al profesor estadounidense John DeFrancis durante la presentación de una de estas óperas.
Sus tropas derrotaron al Partido Comunista de China durante la Larga Marcha en 1936.
Ma Buqing y Ma Bufang discutían los planes de batalla contra los japoneses por teléfono con Chiang Kai-shek. El quinto Ejército de Hexi de Ma Buqing participó en la guerra contra los japoneses. En 1940, en la Batalla de Wuyuan, Ma Buqing lideró al 5.º Cuerpo de Caballería contra los japoneses. Éstos fueron derrotados por la caballería musulmana china y Wuyuan fue reconquistada.
Ma Buqing se encontraba virtualmente en control del corredor de Gansu en ese momento.
En 1942, el Generalísimo Chiang Kai-shek, Jefe del Gobierno chino, visitó personalmente el noroeste de China: Sinkiang, Gansu, Ningxia, Shaanxi, y Qinghai, en donde conoció a Ma Buqing y Ma Bufang. Las tropas de Ma Buqing participaron en construcción de carreteras, para el traslado de los suministros de guerra para las fuerzas chinas que luchaban contra Japón, construyendo otra ruta hacia Rusia y planeando otra ruta vía Tíbet.
En julio de 1942, Chiang Kai-shek instruyó a Ma Buqing que moviera a 30 000 de sus hombres hacia el Pantano de Tsaidam, en la Cuenca de Qaidam, en Qinghai. Chiang nombró a Ma Buqing con el cargo de Comisionado de Reclamaciones, para amenazar el flanco sur de Sheng Shicai en el Sinkiang, el cual hacía frontera con  Tsaidam. El Distrito de Liangzhou, en Wuwei fue previamente su cuartel general en Gansu, desde donde controlaba 15 millones de musulmanes.
En 1949, Ma Buqing huyó junto a su familia a Taiwán y el Gobierno del Kuomintang, pasando a ser asesor del Ministro de Defensa. Su hermano, Ma Bufang, huyó a Egipto. Ma Buqing falleció el 9 de febrero de 1977, en Taipéi.
Una de sus hijas se casó con un sobrino llamado Ma Chengxiang que nació en 1914. Ma Chengxiang comandó el quinto Ejército de Caballería y se unió a Ma Buqing en Taiwán.
El hijo mayor de Ma Buqing se llamaba Ma Xuyuan (en chino tradicional, 馬緒援; Wade-Giles, Ma Hsü-yüan), y su otro hijo era Ma Weiguo (en chino tradicional, 馬衛國; Wade-Giles, Ma Wei-kuo).

## Carrera
- 1926 Comandante de la 55.ª Brigada Independiente, 5.º Ejército
- Comandante de la 65.ª Brigada, 22.ª División
- Comandante de la Guarnición de Luoyang
- 1929–1937: General de la 5.ª División de Caballería
- 1937–1942: General del 5.º Ejército de Caballería
- 1942–1943: Comisionado de Reclamaciones de lla Provincia de Qinghai
- 1943–1945: Segundo Comandante en Jefe del 40.º Grupo del Ejército